# Takafumi Akahoshi
Takafumi Akahoshi (Shizuoka, 27 mei 1986) is een Japans voetballer.

## Clubcarrière
Takafumi Akahoshi speelde tussen 2005 en 2010 voor Urawa Red Diamonds, Mito HollyHock, Montedio Yamagata, Zweigen Kanazawa en Liepājas Metalurgs. Hij tekende in 2011 bij Pogoń Szczecin.